# Paulus Usteri
Paulus Usteri (* 29. Oktober 1768 in Zürich; † 13. Oktober 1795 ebenda) war ein Schweizer Kaufmann, Zeichner und Satiriker aus dem Kreis der Zürcher Dilettanten.

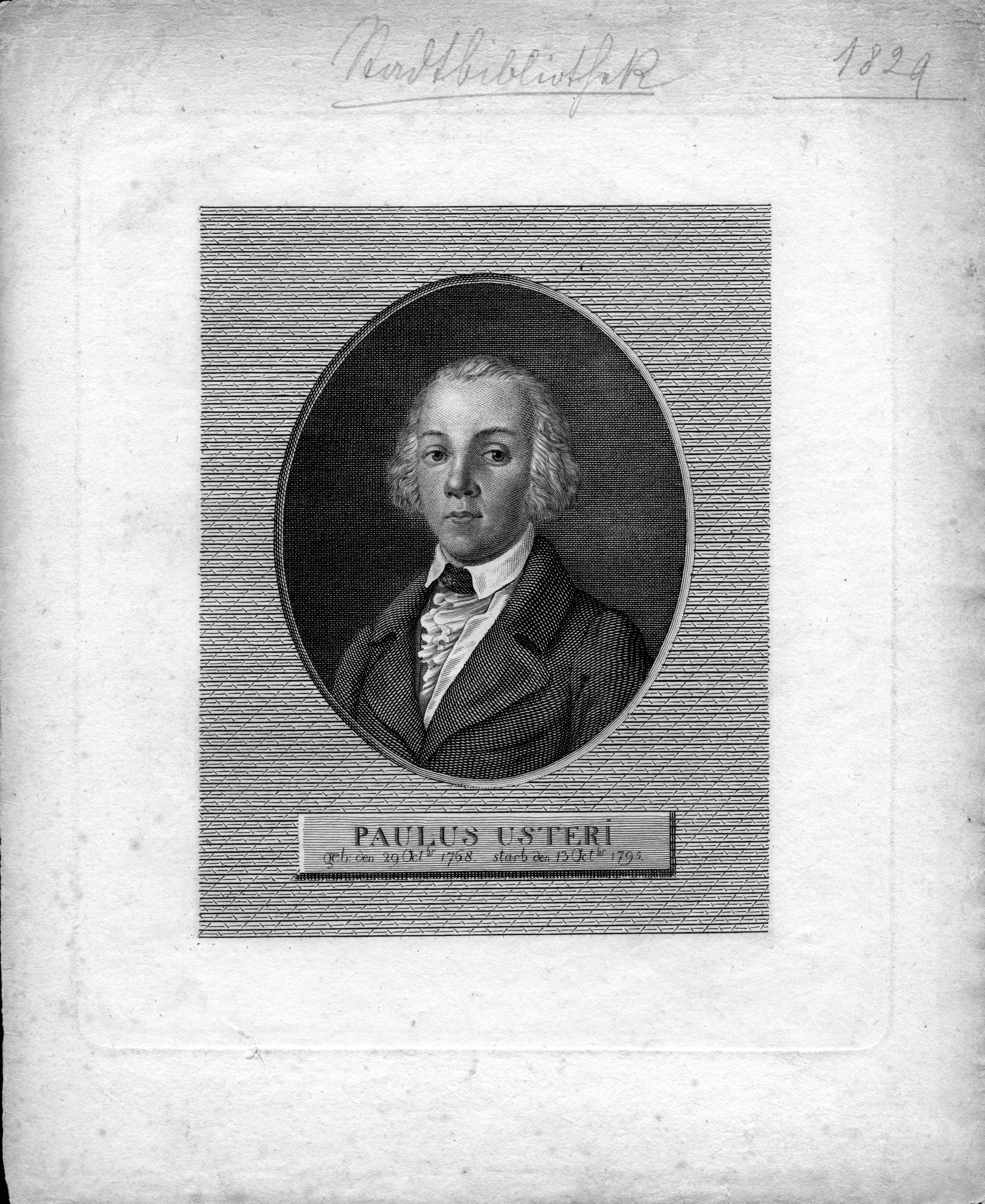
Paulus Usteri, aus: Der Zürcherischen Jugend auf das Neujahr 1829 von der Stadtbibliothek

## Leben

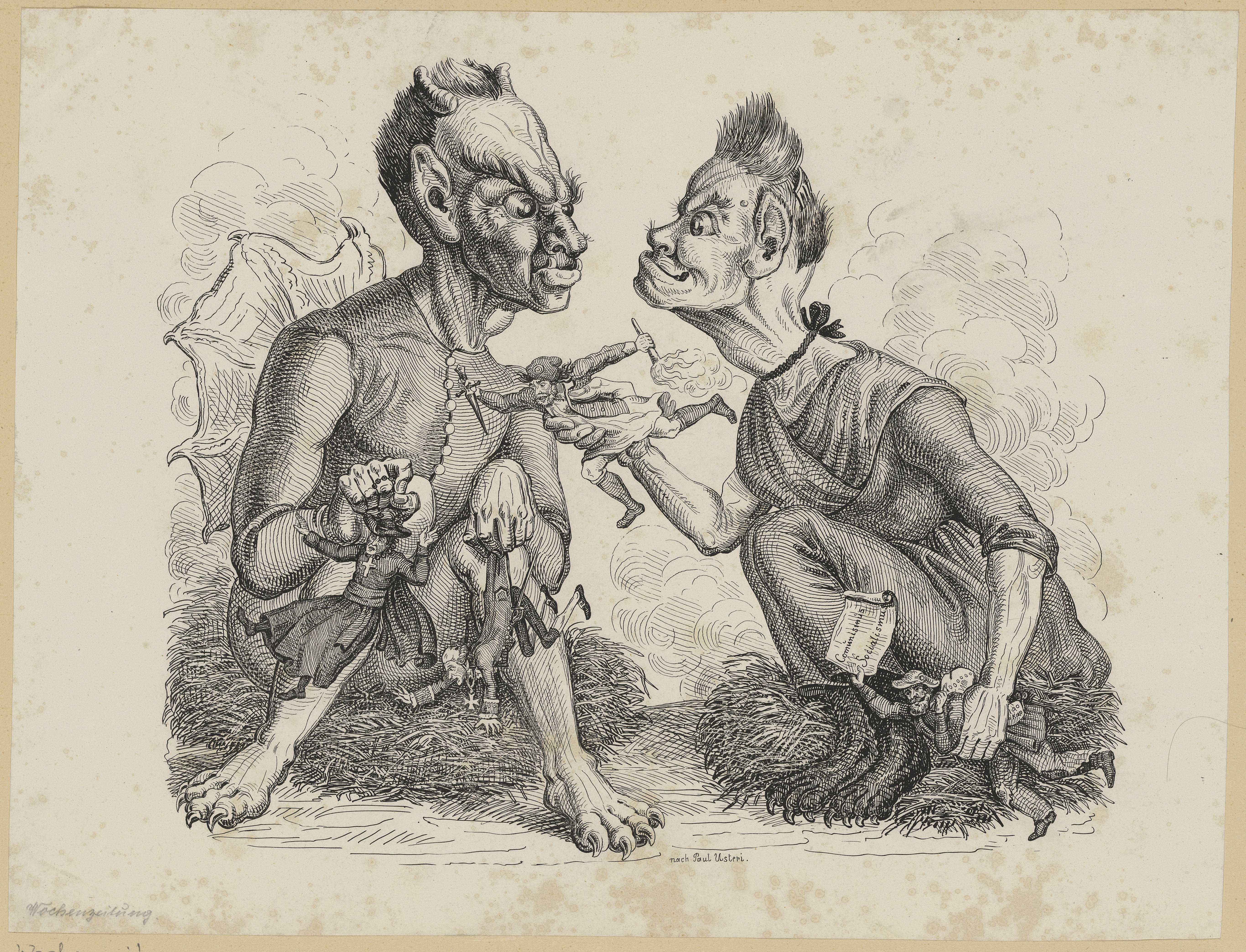
Der Teufel und seine Großmutter, Federlitho nach Paulus Usteri, 1845

Paulus Usteri wurde am 29. Oktober 1768 als Sohn des Hans Martin Usteri (1738–1790), Kaufherr, Porzellan- und Textilfabrikant und Begründer der Bank  Usteri, Ott, Escher & Cie. und seiner Frau Anna Magdalena Scheuchzer geboren. Benannt wurde er (wie auch sein Cousin Paulus Usteri) nach ihrem Grossvater Paulus Usteri (1709–1757), ein Mitbegründer der Naturforschenden Gesellschaft in Zürich. Er war der jüngere Bruder von Johann Martin Usteri und ein Vetter des gleichaltrigen Mediziners und Botanikers Paul Usteri (1768–1831). In der Kindheit soll er schüchtern gewesen sein und erhielt deshalb Privatunterricht. Erste Kontakte zu Künstlerkreisen fand er über die Kunstsammlung und Stiftertätigkeit des Vaters, seinen älteren Bruder, sowie seinen Onkel Heinrich Usteri (1754–1802). Auf Wunsch des Vaters absolvierte er eine kaufmännische Lehre und trat in die Betriebe des Vaters ein. Ab 1775 nahm er Zeichenunterricht bei Johann Balthasar Bullinger, Johann Heinrich Meyer (1755–1829) und Johann Caspar Füssli und Valentin Sonnenschein. Nach dem Tod des Vaters unternahm er 1790 Studienreisen nach Italien und Frankreich.
Paulus Usteri wirkte neben seiner Tätigkeit in den väterlichen Firmen  hauptsächlich als Zeichner. Sein Sujet waren satirische Darstellungen, historische Gewalt- und Folterszenen und fantastische Szenerien mit Hexen, Dämonen und Gespenstern, mit dem er sich außerhalb des Schweizer Kunstgeschmackes bewegte. 1792 nahm er als Scharfschütze der Miliz an der Grenzverteidigung in Basel teil. Bis 1795 leistete er zweimal im Offiziersrang Dienst bei den Zürcher Grenzwachen, starb aber bereits im Oktober an der Roten Ruhr, die er sich auf der Rückreise von Basel zugezogen hatte. Von Johann Martin Usteri ist ein Gedicht auf den Tod des Bruders erhalten. Paulus Usteri wird den Zürcher Dilettanten zugerechnet, einer vorwiegend der städtischen Oberschicht entstammenden Künstlergruppe zwischen 1750 und 1830. Er war ein Gründungsmitglied der Zürcher Künstlergesellschaft.
Seine populärste Zeichnung zeigte den Teufel mit seiner Großmutter, die sich gegenseitig ihre Puppen: Jesuiten, Diplomaten und Jakobiner zeigen. Die Zeichnung wurde wiederholt bis zur Mitte des 19. Jahrhunderts als Grafik mit einer Aktualisierung der Puppen veröffentlicht.